# Giacinto Facchetti
Giacinto Facchetti (* 18. Juli 1942 in Treviglio, Provinz Bergamo; † 4. September 2006 in Mailand) war ein italienischer Fußballspieler und -funktionär.
Der Verteidiger spielte 18 Jahre lang für Inter Mailand und gewann in der Zeit von Grande Inter zahlreiche Titel mit der Mannschaft. Später stieg er zum Präsidenten des Vereins auf.
Lange Zeit war Facchetti Kapitän der Nationalmannschaft, mit der er 1970 Vizeweltmeister wurde. 2004 wurde er von Pelé auf die Liste der 125 besten noch lebenden Fußballer gesetzt. (FIFA 100)

## Karriere

### Jugend
Der Sohn eines Eisenbahners war als Junge begeisterter Fußballer und Leichtathlet. Der herausragende Sprinter träumte davon, Olympiasieger über 100 Meter zu werden, doch die Anziehungskraft des Fußballs war stärker. Im Frühjahr 1960, als der 18-Jährige für seinen Heimatverein US Trevigliese als Stürmer aktiv war, erfuhr sein Leben die entscheidende Wendung: er wurde von Inter Mailands Cheftrainer Helenio Herrera entdeckt und verpflichtet.

### Vereinskarriere
"Der Magier" Herrera erkannte sofort, welche Rolle Facchetti in seinem System des Catenaccio spielen könnte, und schulte ihm zum linken Verteidiger um. Beim Catenaccio agierte ein Bollwerk aus drei Abwehrspielern und dem Libero, unterstützt von einem defensiven Mittelfeldspieler. Die anderen Mittelfeldspieler und die zwei Spitzen lauerten meist in der eigenen Hälfte auf Konterchancen. Facchetti war Verteidiger und Außenstürmer zugleich: durch seine athletischen Voraussetzungen, seine außergewöhnliche Schnelligkeit und Technik, war er für diese Rolle geradezu prädestiniert. Er war einer der ersten Verteidiger, die den Aktionsradius dieser Position aus der eigenen Spielhälfte in die des Gegners verlegten.
Am 21. Mai 1961 gab Facchetti sein Debüt in der Serie A beim 2:0-Sieg über den AS Rom und war schnell aus der Mannschaft nicht mehr wegzudenken. Facchettis Markenzeichen war es sich in der Defensive elegant durchzusetzen, um direkt im Anschluss seine Sturmläufe zu starten. Er war ein guter Flankengeber für die Stürmer Sandro Mazzola und Jair da Costa. Konzentrierten sich seine Gegner indes auf das Abschirmen der Angreifer, suchte er selbst den Abschluss. Inters System war alles andere als schön, aber äußerst effektiv und erfolgreich: 1963, 1965 und 1966 gewannen sie die Meisterschaft. Wegen der destruktiven Spielweise seiner Elf wurde Herrera wiederholt als "Totengräber des Fußballs" beschimpft. Doch auch auf internationaler Ebene waren die Mailänder mit dem Catenaccio erfolgreich. 1964 holte die Mannschaft den Europapokal der Landesmeister, als sie sich im Endspiel von Wien mit 3:1 gegen Real Madrid durchsetzte. 1965 rannte Benfica Lissabon beim 0:1 vergeblich gegen das italienische Bollwerk an. Nach dem zweifachen Gewinn des Weltpokals (1964 und 1965) wurde Facchetti hinter Eusébio Zweiter bei der Wahl zu Europas Fußballer des Jahres. 1967 verlor Inter das Finale in Lissabon gegen Celtic Glasgow mit 1:2.
1971 holte er den vierten Scudetto mit den "Nerazzurri", die sich jedoch im Finale des Europapokals der Landesmeister der Mannschaft von Ajax Amsterdam um Johan Cruyff geschlagen geben mussten. Ab Mitte der siebziger Jahre musste Facchettis Athletik dem Alter Tribut zollen und er beschloss sich als Libero neu zu erfinden. In den nächsten Jahren agierte er hinter der Verteidigung und beschränkte sich auf rein defensive Aufgaben. Im Alter von 36 Jahren erklärte Giacinto Facchetti seinen Rücktritt vom aktiven Sport. Am 7. Mai 1978 absolvierte er seine letzte Partie für Inter in der Serie A und verließ nach 18 Jahren den Rasen des Stadio San Siro.

### Nationalmannschaft
Nach seinem Länderspieldebüt am 27. März 1963 gegen die Türkei wurde Facchetti auch in der "Squadra Azzurra" Stammspieler als Linksverteidiger.
Bei der Weltmeisterschaft 1966 in England schien er indes wie alle seine Teamkameraden von derselben Apathie betroffen zu sein, die zur sensationellen Niederlage gegen Nordkorea (0:1) führte und als "Spiel der Schande" in Erinnerung bleiben sollte. Nach dieser peinlichen Niederlage schied Italien bereits nach der Vorrunde aus.
Zwei Jahre später rehabilitierte sich die Nationalmannschaft bei den Tifosi und Facchetti führte die Auswahl als neuer Kapitän im eigenen Land zum Europameistertitel. Er hatte auf dem Weg zum Titelgewinn unter Trainer Ferruccio Valcareggi alle sechs Qualifikationsspiele gegen Rumänien, Schweiz und Zypern absolviert, war aktiv in den zwei Viertelfinalspielen im April 1968 gegen Bulgarien, im Halbfinale gegen die UdSSR und in den zwei Finalspielen am 8. und 10. Juni in Rom gegen Jugoslawien.
1970 führte Facchetti Italiens WM-Kader in Mexiko als Kapitän an. Nach mäßiger Vorrunde traf Italien im Halbfinale auf Deutschland und besiegte sie im legendären "Jahrhundertspiel" mit 4:3 n. V. und zog ins Endspiel ein. Im Halbfinale hatte Facchetti mit Ruhe und Ernsthaftigkeit agiert. Im Endspiel hatte Italien gegen den Favoriten Brasilien keine Chance und auch Facchetti fand in Stürmer Jairzinho seinen Meister. Nach der 1:4-Niederlage kehrten die Nationalspieler trotzdem als Helden in ihre Heimat zurück.
Bei seiner dritten WM-Teilnahme 1974 in Deutschland ließ sich bereits erahnen, dass Facchetti seine besten Zeiten als Außenverteidiger hinter sich hatte. Italien spielte ein schwaches Turnier und schied wieder in der Vorrunde aus.
Am 16. November 1977 bestritt Facchetti sein letztes Länderspiel gegen England im berühmten Wembley-Stadion. Mit 94 Länderspielen – davon 70 Mal als Kapitän – war er lange Zeit Rekordnationalspieler seines Landes, ehe er von Dino Zoff abgelöst wurde.

### Funktionär
Nach 18 Jahren als Spieler blieb Facchetti Internazionale auch nach dem Karriereende treu und wechselte ins Management. Auch in dieser neuen Aufgabe erlangte er höchste Weihen. Am 13. November 2001 wurde er zum Vizepräsidenten gewählt, bevor er am 19. Januar 2004 zum 19. Präsidenten des Vereins ernannt wurde.

## Lebensende
Giacinto Facchetti starb am 4. September 2006 nach langer Krankheit an Bauchspeicheldrüsenkrebs und hinterließ seine Ehefrau und vier Kinder. Den letzten Titel Inters konnte er persönlich im Stadion nicht mehr miterleben: den italienischen Supercup 2006. Die Spieler des Teams widmeten diesen Titel ihrem Präsidenten. Nach seinem Tod trauerte das ganze Land um ihn. Das Requiem fand am 6. September 2006 in der Mailänder Basilika Sant’Ambrogio statt. Giuseppe Merisi, Bischof von Lodi, der wie Facchetti aus Treviglio stammt, feierte die Totenmesse. Viele Menschen begleiteten Facchettis Sarg und sein guter Freund Massimo Moratti veröffentlichte einen sehr persönlichen Brief auf der Webpräsenz von Inter Mailand. Aus Respekt gegenüber Facchetti, beschloss die Vereinsführung seine Rückennummer "3" nicht mehr zu vergeben.
Beigesetzt wurde Facchetti im Familiengrab in seinem Geburtsort Treviglio.

## Erfolge
Mit der Nationalmannschaft 
- Europameister: 1968
- Vizeweltmeister: 1970

 Mit seinem Verein 
- Italienischer Meister (4): 1962/63, 1964/65, 1965/66, 1970/71
- Europapokalsieger der Landesmeister (2): 1963/64, 1964/65
- Weltpokalsieger (2): 1964, 1965
- Italienischer Pokalsieger: 1977/78